# Joaquim Engronyat Estarelles
Joaquim Engronyat Estrelles (Mallorca 1867 - Mallorca 1930). Fou un compositor i organista de l'església de San Miguel i de la seu de Mallorca, guanyador de l'oposició l'any 1901.
Entre les seves obres cal destacar el Veni odie a 3 veus. Ildefonso Alier va publicar tres d'elles: Padre nuestro, 3 v, ac; Padre nuestro nº1, 3 v i org, i Padre nuestro nº2, 3 v i org.